# Irene Dionisio
Irene Dionisio (Torino, 22 ottobre 1986) è una regista, sceneggiatrice e soggettista italiana.

## Biografia
Laureata in Filosofia della Storia, si è successivamente formata con il collettivo curatoriale d'arte pubblica a.titolo, che ha prodotto i suoi documentari, con il documentarista Daniele Segre (Master Fare Cinema, Bobbio) e con la regista Alina Marazzi. È stata per tre anni direttrice artistica del Lovers - storico festival LGBTQI del Museo Nazionale del Cinema. La sua produzione artistica include video-installazioni e documentari, fra i quali: Sponde. Nel sicuro sole del nord (2015) e La fabbrica è piena. Tragicommedia in otto atti (2011) che hanno partecipato a vari festival internazionali e ricevuto diversi premi tra i quali il Premio Cariddi - Taormina Film Festival e il Premio Solinas - Documentario per il cinema. Le sue videoinstallazioni da artista sono state esposte al Padiglione d'arte contemporanea di Milano, al Museo Berardo di Lisbona e al MamBo di Bologna.
Le ultime cose, prodotto da Carlo Cresto-Dina e Rai Cinema per Tempesta film, è il suo primo lungometraggio di finzione, presentato in anteprima mondiale nella sezione Settimana internazionale della critica alla 73ª Mostra internazionale d'arte cinematografica di Venezia e distribuito dall'Istituto Luce Cinecittà nell'autunno 2016. Il film è stato candidato ai David di Donatello 2017 per il Miglior attore non protagonista (Roberto De Francesco), ai Globi d'oro 2017 come miglior opera prima e ha vinto il Nastro d'argento 2017 SIAE per i nuovi sceneggiatori.

## Filmografia

### Documentari
- Haiku della fine (2009)
- Fières d'être Pute (2010) regia, soggetto e sceneggiatura
- Sur les traces de Lygia Clark, souvenirs et evocations des ses années parisiennes (2011) regia, partecipazione, montaggio, fotografia, operatore, color correction
- La fabbrica è piena - Tragicommedia in otto atti (2011), regia, soggetto, sceneggiatura, produzione
- Ufficio nuovi diritti (2013), regia, soggetto, sceneggiatura
- Il canto delle sirene (2013), regia, soggetto, sceneggiatura
- Quel événement imprévisible (2014), regia, soggetto, sceneggiatura, montaggio, fotografia
- Sponde. Nel sicuro sole del Nord (2015), regia, soggetto, sceneggiatura, operatore

### Lungometraggi
- Le ultime cose (2016), regia, soggetto, sceneggiatura[2]